# موريس لوغان
موريس لوغان (بالإنجليزية: Maurice George Logan)‏ هو فنان أمريكي، ولد في 1886، وتوفي في 1977.